# Liparis caricifolia
Liparis caricifolia är en orkidéart som beskrevs av Rudolf Schlechter. Liparis caricifolia ingår i släktet gulyxnen, och familjen orkidéer. Inga underarter finns listade i Catalogue of Life.